# 长江中下游平原

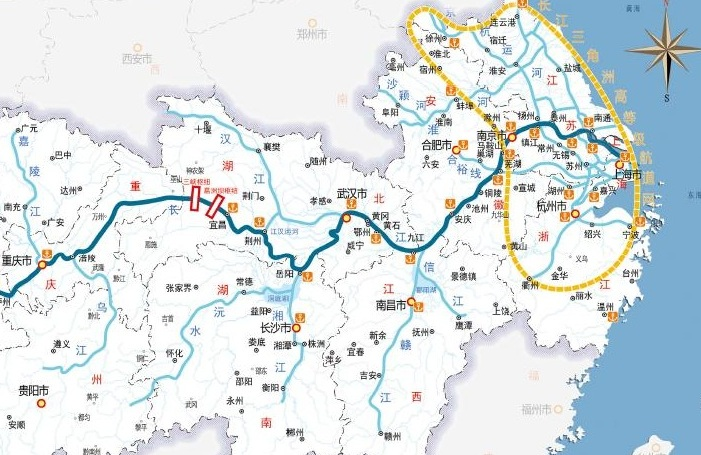
长江中下游平原行政区示意图

長江中下游平原是一個位于中国中、东部的平原，從巫山山脈向東開展，由長江及其支流沖積而成，面積约20萬平方公里，海拔在50米以下。其面积在中国三大平原中居第三位，位列东北平原（面積约35萬平方公里），华北平原（面積约30萬平方公里）之后。

## 地质、水文、人文
长江中下游平原在地球最近的历史阶段，是一个地壳发生下降的地区，曾经形成过巨大洼地，出现过远比今天规模大得多的湖泊，例如云梦泽。
目前的長江中下游平原包含了湖北、湖南、江西、安徽、江苏、浙江、上海等省市，并被周圍低山丘陵（江南丘陵）交錯分割成以下四部分：
- 两湖平原：被长江划为南北两部分，分为湖南的洞庭湖平原（面積约19000平方公里）和湖北的江汉平原（面積约3萬余平方公里）；
- 鄱陽湖平原：位于江西，面积约2万平方公里；
- 江淮平原：位于安徽和江苏两省在淮河以南和长江以北的地域，与长江三角洲隔江相对，约7万平方公里；
- 長江三角洲：位于江蘇鎮江以東，钱塘江、杭州灣以北，通扬运河以南的地区，面積約5萬平方公里，海拔多在10米以下，据不完全统计，这里的湖泊洼地总面积达到2万多平方千米，相当于长江中下游平原的10%左右，这里地势低平，河网纵横，湖泊密布，是中国湖泊最多的地方，其中较大的湖泊就有1,300多个，素有“水鄉澤國”之稱，是中國人口最密集的地區之一。[1]

## 覆蓋地區
| 省级行政区 | 區域     | 城市                                                             |
| ---------- | -------- | ---------------------------------------------------------------- |
| 湖北省     | 中南部   | 荊門市、荊州市、武漢市、黃岡市、鄂州市、黃石市、咸寧市等         |
| 湖南省     | 中北部   | 常德市、益陽市、長沙市、岳陽市等                                 |
| 江西省     | 北部     | 九江市、南昌市、撫州市、景德鎮市等                               |
| 安徽省     | 長江沿岸 | 安慶市、池州市、銅陵市、合肥市、蕪湖市、马鞍山市等               |
| 江蘇省     | 中南部   | 南京市、鎮江市、揚州市、泰州市、常州市、無錫市、蘇州市、南通市等 |
| 上海市     | 大部     |                                                                  |
| 浙江省     | 東北部   | 舟山市、紹興市、杭州市、寧波市、嘉興市、湖州市等                 |

## 气候
該地區的氣候為亞熱帶季風氣候，自古以來旱澇災害多發。